# Rezerwat przyrody Woronikówka
Rezerwat przyrody Woronikówka – rezerwat przyrody położony w miejscowości Jabłonki, w gminie Baligród, w powiecie leskim, w województwie podkarpackim. Znajduje się w granicach Ciśniańsko-Wetlińskiego Parku Krajobrazowego. Obejmuje oddział 52b w leśnictwie Bystre (Nadleśnictwo Baligród).
- numer według rejestru wojewódzkiego: 35
- dokument powołujący: M.P. z 1989 r. nr 44, poz. 357
- powierzchnia: 14,82 ha[1] (akt powołujący podawał 14,84 ha)
- rodzaj rezerwatu: florystyczny[1][4]

- typ rezerwatu – florystyczny

- podtyp rezerwatu – krzewów i drzew

- typ ekosystemu – leśny i borowy

- podtyp ekosystemu – lasów górskich i podgórskich

- przedmiot ochrony (według aktu powołującego): naturalne stanowisko cisa pospolitego na obszarze Bieszczadów Zachodnich[1][4]

Aktualnie obszar występowania cisa (235 znalezionych okazów w roku 1997) ograniczony jest do 1/3 powierzchni rezerwatu. Stanowiska cisa otacza ponad stuletni starodrzew jodłowo-bukowy, współtworzący zespół żyznej buczyny karpackiej, w partiach szczytowych przechodzący w kwaśną buczynę górską. Występuje tu też płat rzadkiej jaworzyny karpackiej z języcznikiem.
Oprócz cisa i języcznika zwyczajnego występują tu także inne rośliny chronione: wawrzynek wilczełyko, parzydło leśne i lilia złotogłów.
Rezerwat leży na obszarze stanowiącym ostoję wielkich ssaków, takich jak niedźwiedź brunatny, wilk, ryś, żubr, jeleń karpacki, sarna czy dzik.
Dojście do rezerwatu umożliwia krótka ścieżka dydaktyczna poprowadzona ze szczytu Woronikówki (836 m).